# Hideo Yamamoto (mangaka)
Pour les articles homonymes, voir Hideo Yamamoto et Yamamoto.
山本 英夫
Hideo Yamamoto (山本 英夫, Yamamoto Hideo), né le 23 juin 1968 à Tokorozawa, dans la préfecture de Saitama, est un mangaka japonais.

## Œuvre
- SHEEP (生存遊戲SHEEP?) (1989)
- Okama Hakusho (おカマ白書?) (1989–1991)
- Nozokiya (のぞき屋?) (1992)
- 1 (Ichi) (1993)
- Enjou Kousai Bokumetsu Undou (援助交際撲滅運動?, dessins de Koshiba Tetsuya)
- Shin Nozokiya (新・のぞき屋?) (1993–1997)
- Ichi the Killer (殺し屋１, Koroshiya Ichi?) (1998–2001)
- Homunculus (ホムンクルス, Homunkurusu?) (2003–2011)
- Yume Onna (scénario de Hiroya Oku) (2013)
- Hikari-Man (HIKARI-MAN) (2014–2020)
- Adam et Eve (アダムとイブ, Adamu to Ibu?), dessins de Ryōichi Ikegami, 2015-2016